# Якуб Пйотровський
Якуб Пйотровський (пол. Jakub Piotrowski, нар. 4 жовтня 1997, Торунь) — польський футболіст, півзахисник болгарського «Лудогорця».

## Клубна кар'єра
Народився 4 жовтня 1997 року в місті Торунь. Вихованець футбольної школи клубу «Хемік» (Бидгощ), у дорослій команді якої став виступати з 2013 року у чемпіонаті Куявсько-поморського округу, шостому за рівнем дивізіоні Польщі. З наступного сезону став виступати у клубі «Вда» (Свеце) з Третьої ліги, четвертого за рівнем дивізіону країни.
Своєю грою за цю команду привернув увагу представників тренерського штабу клубу «Погонь» (Щецин), до складу якого приєднався 2015 року. 8 листопада 2015 року дебютував з командою у вищому дивізіоні Польщі під час матчу з варшавською «Легією» (1:0). Втім заграти у елітному дивізіоні з першої спроби Якуб не зумів і першу половину 2017 року провів в оренді в клубі другого за рівнем дивізіону «Стоміл» (Ольштин). Лише після цього повернувшись в команду зі Щецина він став основним гравцем команди, зігравши у сезоні 2017/18 29 ігор в чемпіонаті, забивши 3 голи.
14 травня 2018 року підписав трирічний контракт з бельгійським «Генком». Втім за кордоном Пйотровський не мав достатньо ігрової практики. Станом на 10 грудня 2018 року відіграв за команду з Генка 1 матч в національному чемпіонаті.

## Виступи за збірні
2016 року дебютував у складі юнацької збірної Польщі, взяв участь у 3 іграх на юнацькому рівні.
Протягом 2017—2019 років залучався до складу молодіжної збірної Польщі. На молодіжному рівні зіграв у 11 офіційних матчах.

## Титули і досягнення
- Чемпіон Бельгії (1):

«Генк»: 2018-19
- Володар Суперкубка Бельгії (1):

«Генк»: 2019
- Володар Суперкубка Болгарії (3):

«Лудогорець»: 2022, 2023, 2024
- Чемпіон Болгарії (3):

«Лудогорець»: 2022-23, 2023-24, 2024-25
- Володар Кубка Болгарії (2):

«Лудогорець»: 2022-23, 2024-25